# Reinhard Kluge (Mathematiker)
Reinhard Kluge (* um 1940) ist ein deutscher Mathematiker und Hochschullehrer.

## Leben
Kluge promovierte 1968 mit einer Arbeit zum Thema Einige Anwendungen topologischer Methoden auf Bifurkationsprobleme bei Arno Langenbach an der Humboldt-Universität zu Berlin.
1970 habilitierte er sich mit einer Arbeit zum Thema Zur approximativen Lösung nichtlinearer Variationsungleichungen.
In den 80er Jahren des 20. Jahrhunderts war Kluge Professor am Mathematikinstitut der Akademie der Wissenschaften der DDR.
Schwerpunkte der Forschungsarbeit von Kluge sind die Nichtlineare Optimierung, Variationsungleichungen und Näherungsverfahren zur Lösung nichtlinearer Probleme.

## Veröffentlichungen
- Zur Regularisierung des Systems, bestehend aus den Reynolds-Gleichungen und dem k-ϵ-Modell der Turbulenz, Zbl 0723.76025, 1989
- Zur Parameterbestimmung in nichtlinearen Problemen. Eine Einführung in die Koeffizientenbestimmung mittels Optimalitätskriterien in stationären partiellen Differentialgleichungen und Systemen, Zbl 0588.35083, Teubner-Texte zur Mathematik, Band 81, Leipzig, BSB B. G. Teubner Verlagsgesellschaft, 1985
- Gleichmäßig monotone Potentialoperatoren auf einigen Funktionalräumen, Berlin, Akad. d. Wiss. d. DDR, Inst. für Mathematik, 1985
- Nichtlineare Variationsungleichungen und Extremalaufgaben. Theorie und Näherungsverfahren, Zbl 0452.49001, Mathematische Monographien, Band 12, Berlin, VEB Deutscher Verlag der Wissenschaften, 1979
- Zur numerischen Approximation von nichtlinearen Eigenwertproblemen und Fixpunktbifurkationen für mehrdeutige Abbildungen, Zbl 0333.65027, Theory nonlin. Operators, Proc. Summer School, Babylon 1971, 1973
- Folgen und Iterationsverfahren bei Folgen nichtlinearer Variationsungleichungen, Zbl 0316.49022, Theory nonlin. Operators, Proc. Summer School, Babylon 1971, 1973
- Näherungsverfahren für ein Problem der optimalen Steuerung mit abstrakten Differentialgleichungen erster Ordnung, Mathematische Nachrichten 54(1-6):229-248,1972
- Näherungsverfahren zur approximativen Lösung nichtlinearer Variationsungleichungen, Mathematische Nachrichten 51(1-6):343 – 356, 1971
- Zur approximativen Lösung konvexer Minimumprobleme mit Nebenbedingungen und nichtlinearer Variationsungleichungen über Folgen linearer algebraischer Gleichungssysteme, Mathematische Nachrichten 48(1-6):341-352, 1971

### Zusammen mit anderen Autoren
- Iver H. Brevik, Reinhard Kluge: On the role of turbulence in the phenomenological theory of plane and axisymmetric air-bubble plumes. Zbl 1137.76539, Int. J. Multiphase Flow 25, No. 1, 1999
- Reinhard Kluge, Steffen Unger: Ein System stationärer partieller Differentialgleichungen des Ladungsträgertransports in Halbleitern. Akad. d. Wiss. d. DDR, Inst. für Mathematik, 1985
- Gottfried Bruckner, Reinhard Kluge, Steffen Unger: Ein System stationärer partieller Differentialgleichungen. Akad. d. Wiss. d. DDR, Inst. für Mathematik, 1985
- Reinhard Kluge, Gottfried Bruckner: Iterationsverfahren für einige nichtlineare Probleme mit Nebenbedingungen. Zbl 0245.65028, Math. Nachr. 56, 1973
- Herbert Gajewski, Reinhard Kluge: Projektionsverfahren bei nichtlinearen Variationsungleichungen, 1970, online

### Als Herausgeber
- Nonlinear analysis, theory and applications. Proceedings of the Seventh International Summer School held at Berlin, GDR, from August 27 to September 1, 1979, bearbeitet von Wolfdietrich Müller, Zbl 0458.00006, Abhandlungen der Akademie der Wissenschaften der DDR, Abt. Mathematik-Naturwissenschaften-Technik, Jahrg. 1981, No. 2N. Berlin, Akademie-Verlag, 1981
- Theory of Nonlinear Operators, Proceedings of fifth international summer school held at Berlin, GDR from September 19 to 23, 1977. Abhandlungen der Akademie der Wissenschaften der DDR, Abteilung: Mathematik, Naturwissenschaften, Technik, Jahrgang 1978, Nr. 6, Berlin, Akademie-Verlag
- Theory of Nonlinear Operators: Constructive Aspects, Abhandlungen der Akademie der Wissenschaften der DDR, Abteilung: Mathematik, Naturwissenschaften, Technik. Jahrgang 1977, Nr. 1, Berlin, Akademie-Verlag
- Näherungsverfahren zur Lösung von Operatorgleichungen, Mark Aleksandrovic Krasnoselski, Akademie-Verlag, Berlin, 1973
- Morduchaj Moiseevič Vajnberg, Reinhard Kluge (Herausgeber), Rolf Hünlich (Übersetzer), Vladilen Aleksandrovič Trenogin: Theorie der Lösungsverzweigung bei nichtlinearen Gleichungen, 1973